# بیپ، بیپ (فیلم)
بیپ، بیپ (Beep, Beep) یک انیمیشن کوتاه محصول ۱۹۵۲ برادران وارنر از سری انیمیشن‌های مری ملودیز به کارگردانی چاک جونز است. این فیلم کوتاه در ۲۴ مه ۱۹۵۲ منتشر شد و شخصیت‌هایی چون کایوت و رودرانر در آن حضور دارند. نام این کارتون برگرفته از صدایی است که رودرانر تولید می‌کند، که در ایران برخی به اشتباه از لفظ نادرست "میگ, میگ" استفاده می‌کنند.

## منبع های معتبر انگلیسی
1. ↑  Beck, Jerry; Friedwald, Will (1989). Looney Tunes and Merrie Melodies: A Complete Illustrated Guide to the Warner Bros. Cartoons. Henry Holt and Co. p. 236. ISBN 0-8050-0894-2.
2. ↑  Lenburg, Jeff (1999). The Encyclopedia of Animated Cartoons. Checkmark Books. pp. 128–129. ISBN 0-8160-3831-7. Retrieved 6 June 2020.